# Sous-Parsat
Sous-Parsat é uma comuna francesa na região administrativa da Nova Aquitânia, no departamento de Creuse. Estende-se por uma área de 9,14 km². Em 2010 a comuna tinha 116 habitantes (densidade: 12,7 hab./km²).